# Magnes
Magnes, na mitologia grega, foi um filho de Éolo e Enarete. Seus filhos foram Polidecto e Díctis, com uma ninfa náiade, que colonizaram Sérifo e Piero, que foi o pai de Jacinto.
Pausânias inclui Eioneu como outro filho de Magnes; Eioneu foi o último pretendente de Hipodâmia a ser morto por Enomau, antes deste ser morto por Pélope.